# Tarif extérieur commun
Un tarif extérieur commun désigne un droit de douane commun aux membres d'un groupe de pays, souvent liés entre eux par un accord de libre-échange. L'application d'un tarif extérieur commun signifie qu'un produit en provenance d'un pays extérieur au groupe sera taxé au même taux quel que soit son point d'entrée dans la zone.
En particulier, un tarif extérieur commun (TEC) a été instauré entre les premiers membres de la Communauté économique européenne à savoir l'Italie, la France, l'Allemagne et le Benelux ; il est entré en vigueur le 1er juillet 1968. Contesté par les États-Unis et le Royaume-Uni, le GATT donne raison aux membres de la CEE en expliquant que « les 6 peuvent mettre en place le TEC, mais doivent le baisser ».